# Partecipanti al Giro d'Italia 1989
Elenco dei partecipanti al Giro d'Italia 1989.
Il Giro d'Italia 1989 fu la settantaduesima edizione della corsa. Alla competizione presero parte 22 squadre, ciascuna delle quali composta da nove corridori, per un totale di 198 ciclisti. La corsa partì il 21 maggio da Taormina e terminò l'11 giugno a Firenze; in quest'ultima località portarono a termine la competizione 141 corridori. 

## Corridori per squadra
Nota: R ritirato, NP non partito, FT fuori tempo, SQ squalificato.
| 7-Eleven-Wamasch   | 7-Eleven-Wamasch              | 7-Eleven-Wamasch   | Del Tongo-Mele Val di Non | Del Tongo-Mele Val di Non | Del Tongo-Mele Val di Non | Pepsi Cola-Alba Cucine | Pepsi Cola-Alba Cucine       | Pepsi Cola-Alba Cucine |
| ------------------ | ----------------------------- | ------------------ | ------------------------- | ------------------------- | ------------------------- | ---------------------- | ---------------------------- | ---------------------- |
| 1                  | Andrew Hampsten               | 3º                 | 81                        | Marino Amadori            | 55º                       | 161                    | Christian Thary              | 118º                   |
| 2                  | Sean Yates                    | R 8ª               | 82                        | Luigi Bielli              | 97º                       | 162                    | Walter Brugna                | R 14ª                  |
| 3                  | Dag Otto Lauritzen            | 64º                | 83                        | Marco Bergamo             | 96º                       | 163                    | Simone Bruscoli              | 137º                   |
| 4                  | Davis Phinney                 | NP 9ª              | 84                        | Franco Chioccioli         | 5º                        | 164                    | Angelo Canzonieri            | 83º                    |
| 5                  | Ron Kiefel                    | 102º               | 85                        | Mario Cipollini           | NP 14ª                    | 165                    | Enrico Galleschi             | R 13ª                  |
| 6                  | Gerhard Zadrobilek            | 63º                | 86                        | Maurizio Fondriest        | 28º                       | 166                    | Alessio Di Basco             | 138º                   |
| 7                  | Bob Roll                      | 114º               | 87                        | Luca Gelfi                | 27º                       | 167                    | Giuseppe Franzoni            | R 20ª                  |
| 8                  | Jeff Pierce                   | 59º                | 88                        | Angelo Lecchi             | 78º                       | 168                    | Mauro Antonio Santaromita    | 36º                    |
| 9                  | Jens Veggerby                 | R 15ª              | 89                        | Marco Zen                 | 101º                      | 169                    | Stefano Tomasini             | 26º                    |
| ADR-Santini        | ADR-Santini                   | ADR-Santini        | Fagor-MBK                 | Fagor-MBK                 | Fagor-MBK                 | Salotti Chateau d'Ax   | Salotti Chateau d'Ax         | Salotti Chateau d'Ax   |
| 11                 | Greg LeMond                   | 39º                | 91                        | Stephen Roche             | 9º                        | 171                    | Gianni Bugno                 | 23º                    |
| 12                 | Miguel Arroyo                 | 60º                | 92                        | Paul Kimmage              | 84º                       | 172                    | Tony Rominger                | NP 14ª                 |
| 13                 | Alfons De Wolf                | 70º                | 93                        | Francis Moreau            | R 14ª                     | 173                    | Claudio Corti                | 95º                    |
| 14                 | Frank Hoste                   | 125º               | 94                        | John Carlsen              | 40º                       | 174                    | Giovanni Fidanza             | 110º                   |
| 15                 | Johan Lammerts                | 136º               | 95                        | Francesco Rossignoli      | 90º                       | 175                    | Alessandro Pozzi             | 41º                    |
| 16                 | Bo-André Namtvedt             | NP 18ª             | 96                        | Laurent Biondi            | 31º                       | 176                    | Alberto Volpi                | R 11ª                  |
| 17                 | Noël Szostek                  | 133º               | 97                        | Christian Chaubet         | R 20ª                     | 177                    | Franco Vona                  | 17º                    |
| 18                 | Chris Bailey                  | NP 3ª              | 98                        | Robert Forest             | 52º                       | 178                    | Ennio Vanotti                | R 1ª                   |
| 19                 | Mike Carter                   | NP 3ª              | 99                        | Eddy Schepers             | 22º                       | 179                    | Stefano Zanatta              | 112º                   |
| Alfa Lum-STM       | Alfa Lum-STM                  | Alfa Lum-STM       | Frank-Magniflex           | Frank-Magniflex           | Frank-Magniflex           | Selca-Conti-Ciclolinea | Selca-Conti-Ciclolinea       | Selca-Conti-Ciclolinea |
| 21                 | Dmitrij Konyšev               | R 13ª              | 101                       | Jürg Bruggmann            | 106º                      | 181                    | Roberto Conti                | 12º                    |
| 22                 | Sergej Suchoručenkov          | 54º                | 102                       | Bruno Hürlimann           | R 2ª                      | 182                    | Davide Carli                 | 139º                   |
| 23                 | Ivan Ivanov                   | NP 19ª             | 103                       | Rolf Järmann              | 38º                       | 183                    | Fabiano Fontanelli           | NP 21ª                 |
| 24                 | Volodymyr Pulnikov            | 11º                | 104                       | Karl Kälin                | 100º                      | 184                    | Claudio Rio                  | 130º                   |
| 25                 | Andrej Čmil'                  | 93º                | 105                       | Omar Pedretti             | R 14ª                     | 185                    | Patrizio Gambirasio          | 141º                   |
| 26                 | Pëtr Ugrjumov                 | 16º                | 106                       | Pius Schwarzentruber      | 126º                      | 186                    | Michele Moro                 | R 11ª                  |
| 27                 | Sergej Uslamin                | 42º                | 107                       | Pascal Ducrot             | NP 13ª                    | 187                    | Edoardo Rocchi               | 89º                    |
| 28                 | Vasilij Ždanov                | 80º                | 108                       | Kurt Steinmann            | 115º                      | 188                    | Fabrizio Vannucci            | R 14ª                  |
| 29                 | Nikolaj Golovatenko           | 58º                | 109                       | Werner Stutz              | 62º                       | 189                    | Bernard Gavillet             | NP 1ª                  |
| Atala-Campagnolo   | Atala-Campagnolo              | Atala-Campagnolo   | Gewiss-Bianchi            | Gewiss-Bianchi            | Gewiss-Bianchi            | Seur                   | Seur                         | Seur                   |
| 31                 | Daniele Bruschi               | 135º               | 111                       | Moreno Argentin           | 15º                       | 191                    | Marco Giovannetti            | 8º                     |
| 32                 | Giuseppe Calcaterra           | 123º               | 112                       | Emanuele Bombini          | R 4ª                      | 192                    | Salvatore Cavallaro          | 87º                    |
| 33                 | Tullio Cortinovis             | R 15ª              | 113                       | Davide Cassani            | NP 20ª                    | 193                    | Jesús Blanco Villar          | 25º                    |
| 34                 | Danilo Gioia                  | 119º               | 114                       | Arno Wohlfahrter          | R 9ª                      | 194                    | Miguel Ángel Martínez Torres | R 14ª                  |
| 35                 | Massimo Podenzana             | R 21ª              | 115                       | Bruno Leali               | NP 13ª                    | 195                    | Francisco Espinosa           | 81º                    |
| 36                 | Massimiliano Lelli            | R 4ª               | 116                       | Dario Mariuzzo            | R 14ª                     | 196                    | José Rodríguez García        | R 21ª                  |
| 37                 | Rodolfo Massi                 | 85º                | 117                       | Paolo Rosola              | 127º                      | 197                    | Luis María Díaz de Otazu     | 124º                   |
| 38                 | Silvio Martinello             | 108º               | 118                       | Ennio Salvador            | 32º                       | 198                    | Jon Unzaga                   | 20º                    |
| 39                 | Maurizio Vandelli             | R 15ª              | 119                       | Gianluca Tonetti          | R 20ª                     | 199                    | José Rafael García           | 72º                    |
| Café de Colombia   | Café de Colombia              | Café de Colombia   | Hitachi-Zonca             | Hitachi-Zonca             | Hitachi-Zonca             | Super U-Raleigh-Fiat   | Super U-Raleigh-Fiat         | Super U-Raleigh-Fiat   |
| 41                 | Álvaro Sierra                 | NP 20ª             | 121                       | Claude Criquielion        | 7º                        | 201                    | Laurent Fignon               | 1º                     |
| 42                 | Juan Carlos Arias             | R 4ª               | 122                       | Jozef Lieckens            | R 2ª                      | 202                    | Dominique Garde              | 37º                    |
| 43                 | Samuel Cabrera                | 21º                | 123                       | Dirk De Wolf              | NP 12ª                    | 203                    | Pascal Dubois                | R 14ª                  |
| 44                 | Julio César Cadena            | 33º                | 124                       | Bruno Bruyère             | 49º                       | 204                    | Thierry Marie                | 116º                   |
| 45                 | Henry Cárdenas                | 44º                | 125                       | Hendrik Devos             | 73º                       | 205                    | Jean-Louis Peillon           | 65º                    |
| 46                 | Luis Herrera                  | 18º                | 126                       | Jos Haex                  | 34º                       | 206                    | Vincent Barteau              | R 15ª                  |
| 47                 | Jørgen Vagn Pedersen          | NP 13ª             | 127                       | Stefan Morjean            | 103º                      | 207                    | Bjarne Riis                  | 86º                    |
| 48                 | Mario Scirea                  | 131º               | 128                       | Jos van Aert              | 30º                       | 208                    | Jacques Decrion              | 47º                    |
| 49                 | Jesper Worre                  | 71º                | 129                       | Jan Wijnants              | R 20ª                     | 209                    | Éric Salomon                 | 57º                    |
| Caja Rural         | Caja Rural                    | Caja Rural         | Jolly Componibili-Club 88 | Jolly Componibili-Club 88 | Jolly Componibili-Club 88 | TVM-Van Schilt         | TVM-Van Schilt               | TVM-Van Schilt         |
| 51                 | Marino Lejarreta              | 10º                | 131                       | Luciano Boffo             | 91º                       | 211                    | Phil Anderson                | 13º                    |
| 52                 | Jokin Mujika                  | 19º                | 132                       | Gianluca Brugnami         | 61º                       | 212                    | Peter Pieters                | SQ 14ª                 |
| 53                 | Marcel Arntz                  | 113º               | 133                       | Stefano Cecini            | 135º                      | 213                    | Jan Siemons                  | 99º                    |
| 54                 | Javier Garciandia             | 111º               | 134                       | Paolo Cimini              | 121º                      | 214                    | Rob Kleinsman                | 104º                   |
| 55                 | Jesus Arambarri               | 45º                | 135                       | Daniele del Ben           | 120º                      | 215                    | Martin Schalkers             | 66º                    |
| 56                 | José Antonio Sánchez Valencia | 98º                | 136                       | Raffaele di Francesco     | R 21ª                     | 216                    | Daan Luyckx                  | 76º                    |
| 57                 | Paul Popp                     | 117º               | 137                       | Stefano Giuliani          | 88º                       | 217                    | Jean-Philippe Vandenbrande   | 51º                    |
| 58                 | Dick Dekker                   | 129º               | 138                       | Fabrizio Nespoli          | NP 17ª                    | 218                    | Johan van der Velde          | NP 11ª                 |
| 59                 | José Salvador Sanchis Tormo   | 24º                | 139                       | Maurizio Rossi            | 43º                       | 219                    | Jesper Skibby                | 14º                    |
| Carrera-Vagabond   | Carrera-Vagabond              | Carrera-Vagabond   | Malvor-Sidi               | Malvor-Sidi               | Malvor-Sidi               |                        |                              |                        |
| 61                 | Urs Zimmermann                | 6º                 | 141                       | Giuseppe Saronni          | 75º                       |                        |                              |                        |
| 62                 | Acácio da Silva               | 48º                | 142                       | Stefano Allocchio         | 140º                      |                        |                              |                        |
| 63                 | Jure Pavlič                   | 35º                | 143                       | Silvano Contini           | 53º                       |                        |                              |                        |
| 64                 | Christian Henn                | 107º               | 144                       | Maurizio Piovani          | 50º                       |                        |                              |                        |
| 65                 | Claudio Chiappucci            | 46º                | 145                       | Fabio Bordonali           | 82º                       |                        |                              |                        |
| 66                 | Massimo Ghirotto              | 68º                | 146                       | Czesław Lang              | 77º                       |                        |                              |                        |
| 67                 | Mario Chiesa                  | 92º                | 147                       | Flavio Giupponi           | 2º                        |                        |                              |                        |
| 68                 | Giancarlo Perini              | 56º                | 148                       | Luca Rota                 | R 21ª                     |                        |                              |                        |
| 69                 | Marco Votolo                  | R 14ª              | 149                       | Lech Piasecki             | 67º                       |                        |                              |                        |
| Ceramiche Ariostea | Ceramiche Ariostea            | Ceramiche Ariostea | Panasonic-Isostar         | Panasonic-Isostar         | Panasonic-Isostar         |                        |                              |                        |
| 71                 | Adriano Baffi                 | 128º               | 151                       | Erik Breukink             | 4º                        |                        |                              |                        |
| 72                 | Sergio Carcano                | R 14ª              | 152                       | Peter Winnen              | 29º                       |                        |                              |                        |
| 73                 | Bruno Cenghialta              | 79º                | 153                       | John Talen                | 105º                      |                        |                              |                        |
| 74                 | Francesco Cesarini            | NP 20ª             | 154                       | Allan Peiper              | NP 18ª                    |                        |                              |                        |
| 75                 | Stefan Joho                   | NP 20ª             | 155                       | Jean-Paul van Poppel      | 132º                      |                        |                              |                        |
| 76                 | Giuseppe Petito               | 109º               | 156                       | Henk Lubberding           | 69º                       |                        |                              |                        |
| 77                 | Luciano Rabottini             | 94º                | 157                       | Eric Van Lancker          | 74º                       |                        |                              |                        |
| 78                 | Alberto Elli                  | R 20ª              | 158                       | Urs Freuler               | R 20ª                     |                        |                              |                        |
| 79                 | Rolf Sørensen                 | NP 13ª             | 159                       | Hans-Rudi Märki           | 122º                      |                        |                              |                        |

### Legenda
| Legenda          | Legenda | Legenda       | Legenda                                                  |
| ---------------- | --- | ------------- | -------------------------------------------------------- |
| Dorsale          | Dorsale di partenza del ciclista | Posizione     | Posizione finale nella classifica generale               |
| Maglia rosa      | Indica il vincitore della classifica generale                                                                                        | Maglia verde  | Indica il vincitore della classifica dei GPM             |
| Maglia ciclamino | Indica il vincitore della classifica a punti                                                                                         | Maglia bianca | Indica il vincitore della classifica dei giovani         |
| NP               | Indica un ciclista che non è ripartito in una tappa la mattina                                                                       | R             | Indica un ciclista che si è ritirato in una tappa        |
| FTM              | Indica un ciclista che ha concluso una tappa fuori tempo, ossia ha impiegato più tempo rispetto a quanto stabilito dal tempo massimo | EX            | Corridore escluso per non aver rispettato il regolamento |

## Corridori per nazione
Le nazionalità rappresentate nella manifestazione sono 20; in tabella il numero dei ciclisti suddivisi per la propria nazione di appartenenza:
| Numero corridori | Nazione                                                  |
| ---------------- | -------------------------------------------------------- |
| 82               | Italia                                                   |
| 15               | Paesi Bassi, Svizzera                                    |
| 14               | Belgio                                                   |
| 13               | Francia, Spagna                                          |
| 9                | Unione Sovietica                                         |
| 8                | Stati Uniti                                              |
| 7                | Danimarca                                                |
| 6                | Colombia                                                 |
| 3                | Austria                                                  |
| 2                | Australia, Irlanda, Norvegia, Polonia                    |
| 1                | Germania, Gran Bretagna, Messico, Portogallo, Jugoslavia |